# Georgios Orfanidis
Georgios D. Orfanidis (en grec Γεώργιος Δ. Ορφανίδης, Esmirna, 1859 – 1942) va ser un tirador grec que va prendre part en els Jocs Olímpics de 1896, a Atenes, als Jocs Intercalats de 1906 a Atenes i als de Londres de 1908. Va treballar com a advocat durant molts anys i entre 1921 i 1930 fou membre del Comitè Olímpic Grec.

## Carrera olímpica
Orfanidis va disputar totes les proves del programa de tir dels Jocs Olímpics d'Atenes de 1896, amb resultats desiguals. En la prova de pistola lliure finalitzà cinquè, sense que se sàpiga la seva puntuació. En la prova de pistola militar es desconeix la posició, però se sap que no va aconseguir medalla. En la prova de pistola ràpida aconseguí la medalla de plata en quedar rere el seu compatriota Ioannis Frangoudis. En la prova de rifle lliure en tres posicions aconseguí la medalla d'or, amb 1.583 punts i 37 encerts de 40 possibles. En la prova de rifle militar acabà en cinquena posició.
El 1906 va disputar els Jocs Intercalats que es disputaren a Atenes. Allà participà en deu proves de pistola i rifle, però sols en la prova de pistola lliure aconseguiria medalla, la l'or. Destaca la quarta posició en la prova de rifle militar en tres posicions per equip.
El 1908 participà per darrera vegada en uns Jocs Olímpics, tot disputant quatre proves del programa de tir, sense aconseguir cap medalla.